# Униховский, Александр Иосиф
Александр Иосиф Униховский (пол. Aleksander Józef Unichowski, ум. 1722) — политический деятель Великого княжества Литовского, каштелян жемайтский в 1709—1722 годах, судья земской минский с 1695 года. Представитель шляхетского рода Унховских герба «Остоя». Избирался послом на коронационный сейм Августа Сильного.